# Шукавское сельское поселение
Шукавское сельское поселение — муниципальное образование в Верхнехавском районе Воронежской области.
Административный центр — посёлок Шукавка.

## Административное деление
В состав поселения входят:
- посёлок Шукавка,
- посёлок Васильевка 2-я,
- посёлок Воля.